# 1993년 빅바이우카노 열차 사고

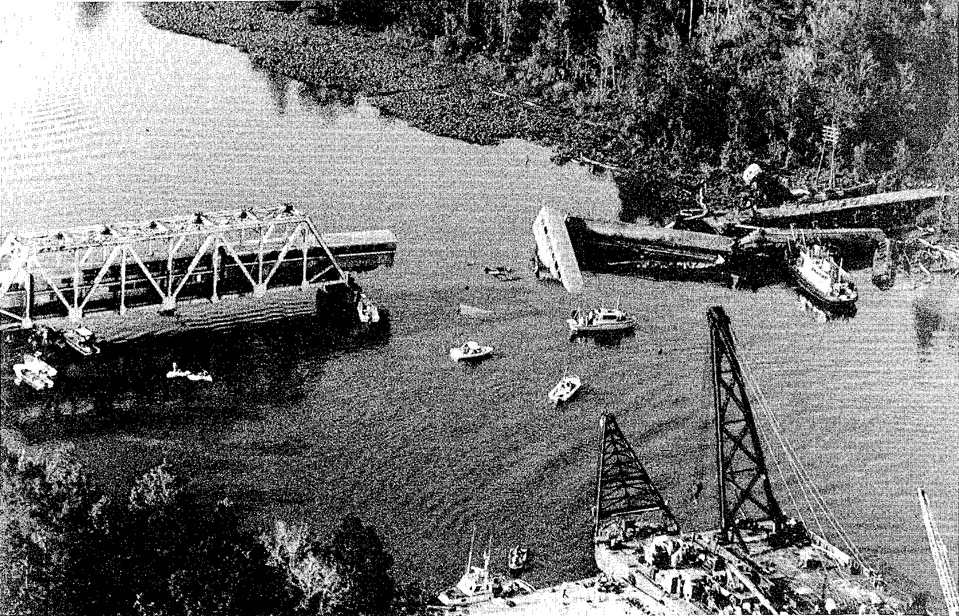
1993년 빅바이우카노 열차 사고

1993년 빅바이우카노 열차 사고는 1993년 9월 22일 오전 2시 53분 무렵, 암트랙 소속 선셋 리미티드 열차가 CSX 교통 소속 빅바이우카노 철교에서 탈선해 47명이 숨지고 103명이 부상했다. 이 사고로 암트랙 설립 역사상 최악의 철도 사고로 기록 되었고, 미국에서 1958년 뉴어크만 대참사 이후 최악의 철도 사고로 기록 되었다. 사고 원인은 안개로 인해 시아가 멀어지게 되면서 길을 잃던 바지선이 교량과 충돌과 동시에 붕괴된데 이어 설계가 잘못된 것으로 조사 되었다.

## 같이 보기
- 에세데 대참사
- 사상 최악의 참사